# Хакк, Хадиджа
Хади́джа Шэй Хакк (англ. Khadijah Shaye Haqq; 10 марта 1983, Лос-Анджелес, Калифорния, США) — американская актриса.

## Биография
Хадиджа Шэй Хакк родилась 10 марта 1983 года в Лос-Анджелесе (штат Калифорния, США). У Хадиджи есть сестра-близнец — актриса Малика Хакк.

## Карьера
Хадиджа дебютировала в кино в 1991 году, сыграв роль в телесериале «Звонящий в полночь». Всего Хакк сыграла в 13 фильмах и телесериалах.
В 2008—2009 года Хадиджа появлялась в реалити-шоу «Семейство Кардашьян».

## Личная жизнь
С июля 2010 года замужем за футболистом Бобби МакКрэйем (род.1981), с которым она встречалась 2 года до их свадьбы. У супругов есть сын — Кристиан Луис МакКрэй (род.26.11.2010) и две дочери — Селин Амелия МакКрэй (род.16.02.2014) и Капри МакКрэй (род.15.01.2021).
Пасынок — Бобби Луис МакКрэй третий (род.18.02.2004).

## Фильмография
| Год  |    | Русское название                                | Оригинальное название      | Роль             |
| ---- | -- | ----------------------------------------------- | -------------------------- | ---------------- |
| 1991 | с  | Звонящий в полночь                              | Midnight Caller            | секретарша       |
| 2003 | с  | Паркеры                                         | The Parkers                | девушка          |
| 2004 | с  | Сильное лекарство                               | Strong Medicine            | Таня Вальдес     |
| 2005 | ф  | Высший пилотаж                                  | Sky High                   | Пенни            |
| 2005 | с  | Шоу Берни Мака                                  | The Bernie Mac Show        | неизвестно       |
| 2006 | ф  | Вне закона                                      | ATL                        | Веда             |
| 2006 | ф  | Школа негодяев                                  | School for Scoundrels      | Минди            |
| 2006 | мф | Делай ноги                                      | Happy Feet                 | различные голоса |
| 2006 | с  | Красавцы                                        | Entourage                  | девушка из видео |
| 2007 | с  | Лас-Вегас                                       | Las Vegas                  | Мэнди Хейз       |
| 2008 | ф  | Хроники Апокалипсиса: Перерождение человечества | 20 Years After             | Делинда          |
| 2013 | с  | Настоящие голливудские мужья                    | Real Husbands of Hollywood | Мона             |
| 2023 | ф  | Что за люди                                     | You People                 | Рене             |